# زياد قطان
زياد قطان مواطن بولندي وعراقي مزدوج. حاصل على دكتوراه في الاقتصاد. خلال السنوات العشرين التي عاشها في بولندا، قام قطان بتشغيل سيارات مستعملة وشركات بيتزا.
وبحسب مقال نُشر في الإندبندنت ، في 19 سبتمبر 2005، حازم الشعلان، وزير الدفاع في الإدارة المؤقتة برئاسة إياد علاوي، عين زياد قطان، رئيسًا للمشتريات في وزارة الدفاع. ذكرت صحيفة لوس أنجلوس تايمز أن قطان تم تعيينه من قبل المحتلين الأمريكيين في العراق.
تصف مقالة الإندبندنت عملية احتيال واسعة النطاق في مشتريات وزارة الدفاع، والتي تصفها بأنها «أكبر سرقة في التاريخ»، والتي حدثت تحت إشراف قطان. من بين النفقات التي تتراوح بين 1 و 2 مليار دولار أمريكي، قدرت المقالة شراء معدات قابلة للاستخدام بقيمة 200 مليون دولار فقط.
في سبتمبر 2005 ذكرت صحيفة الإندبندنت أن قطان ورئيسه السابق الشعلان يعيشان في الأردن ويرفضان التعليق. وبحلول تشرين الثاني (نوفمبر) 2005، عاد إلى بولندا، ووافق على إجراء مقابلة معه في صحيفة لوس أنجلوس تايمز .
في أغسطس 2007 ذكرت صحيفة الغارديان أن منظمة العفو الدولية وأعضاء البرلمان البريطاني كانوا يضغطون على حكومة المملكة المتحدة للحصول على تفسير بشأن تورط قطان مع شركة بريطانية لتجارة الأسلحة. كان لدى الشركة البريطانية ترخيص لاستيراد فائض 40 ألف بندقية من طراز AK-47 من يوغوسلافيا، لكنها أرسلت أسلحة يوغوسلافية إلى قطان في العراق. تتطلب اللوائح الدولية، للتحكم في توزيع الأسلحة، شهادة لتأكيد أن المشترين هم المستخدمين النهائيين، ولن يعيدوا بيع الأسلحة التي حصلوا عليها. ذكرت صحيفة الغارديان أن عدم وجود وثائق متوافقة يعني أن الأسلحة المباعة إلى قطان أصبحت الآن غير قابلة للتعقب، وبالتالي انتهاك لاتفاقيات الأسلحة الدولية.